# Monumento all'amicizia dei popoli di Russia e Georgia
Il monumento all'amicizia dei popoli di Russia e Georgia (in russo Монумент дружбы народов России и Грузии?, Monument druzhby narodov Rossii i Gruzii), chiamato anche arco dell'amicizia dei popoli (in georgiano ხალხთა მეგობრობის თაღი?, traslitterato: khalkhta megobrobis taghi; in russo Арка Дружбы?, Arka druzhby), è un monumento realizzato dall'artista Zurab Cereteli e inaugurato nel 1983 per celebrare il bicentenario del trattato di Georgievsk e l'amicizia tra i popoli della Repubblica Socialista Sovietica Georgiana e della Repubblica Socialista Federativa Sovietica Russa.

## Descrizione
Situato nel comune di Kazbegi in Georgia, lungo la strada militare georgiana tra la località sciistica di Gudauri e lo spartiacque del passo di Jvari (2395 m s.l.m.), il monumento è costituito da una grande struttura semicircolare in pietra e cemento realizzata in un punto panoramico della Valle del Diavolo, nella catena montuosa del Caucaso. La parete interna del monumento è decorata con un grande murale di piastrelle decorate dal pittore Zurab Cereteli che raffigurano alcune scene della storia della Georgia e della Russia.
L'inaugurazione del monumento venne criticata dai dissidenti antirussi, poiché il trattato aveva di fatto messo fine all'indipendenza della Georgia, la quale venne messa sotto protezione imperiale della zarina Caterina II di Russia. La rivista clandestina Sakartvelo (საქართველო) dedicò un numero speciale all'evento, sottolineando l'inosservanza da parte della Russia imperiale degli accordi chiave del trattato stipulato duecento anni prima. Altri gruppi politici dissidenti diffusero opuscoli per invitare i georgiani a boicottare le celebrazioni e diversi giovani attivisti georgiani furono arrestati dalla polizia.

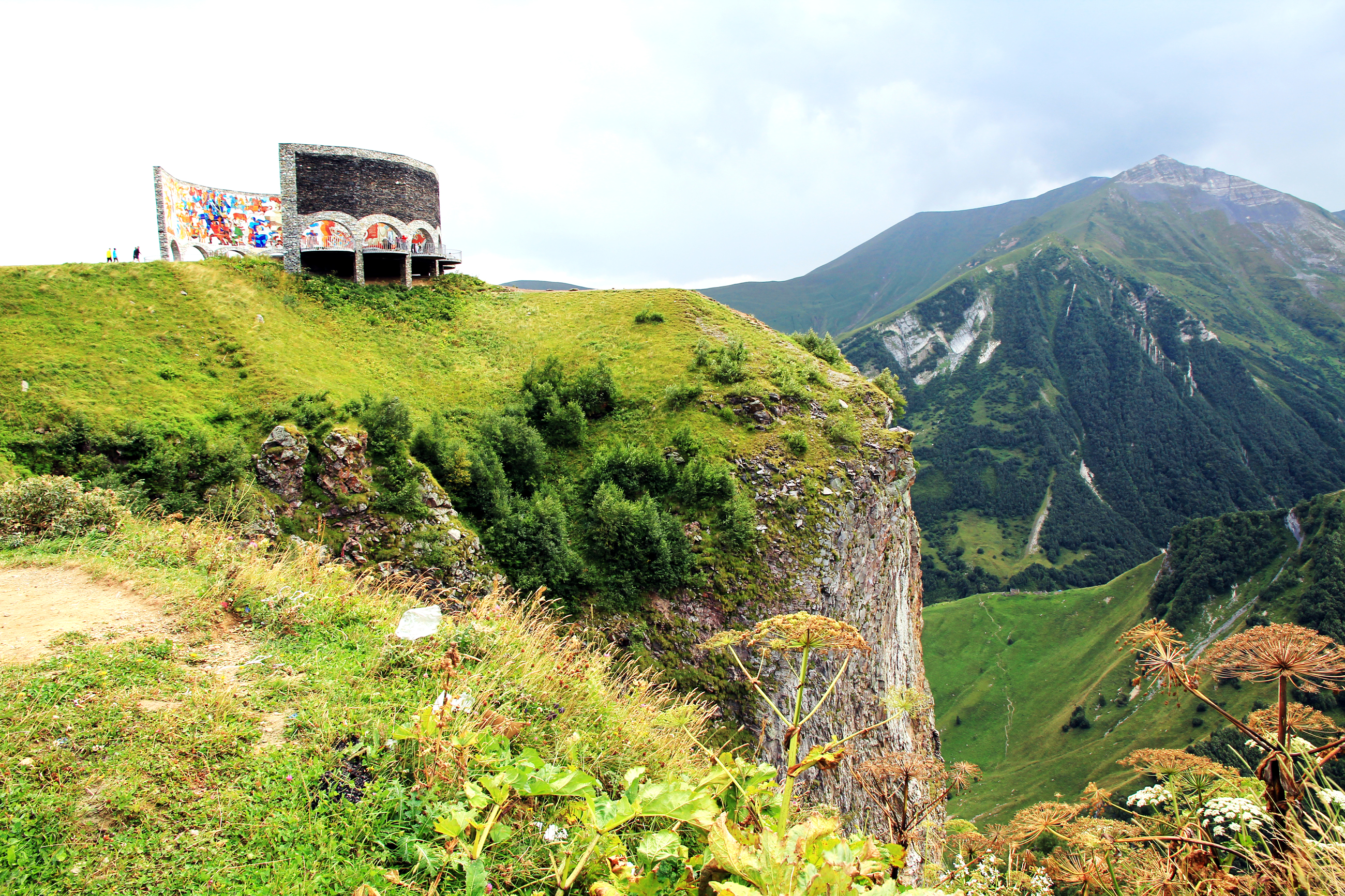
Vista del monumento
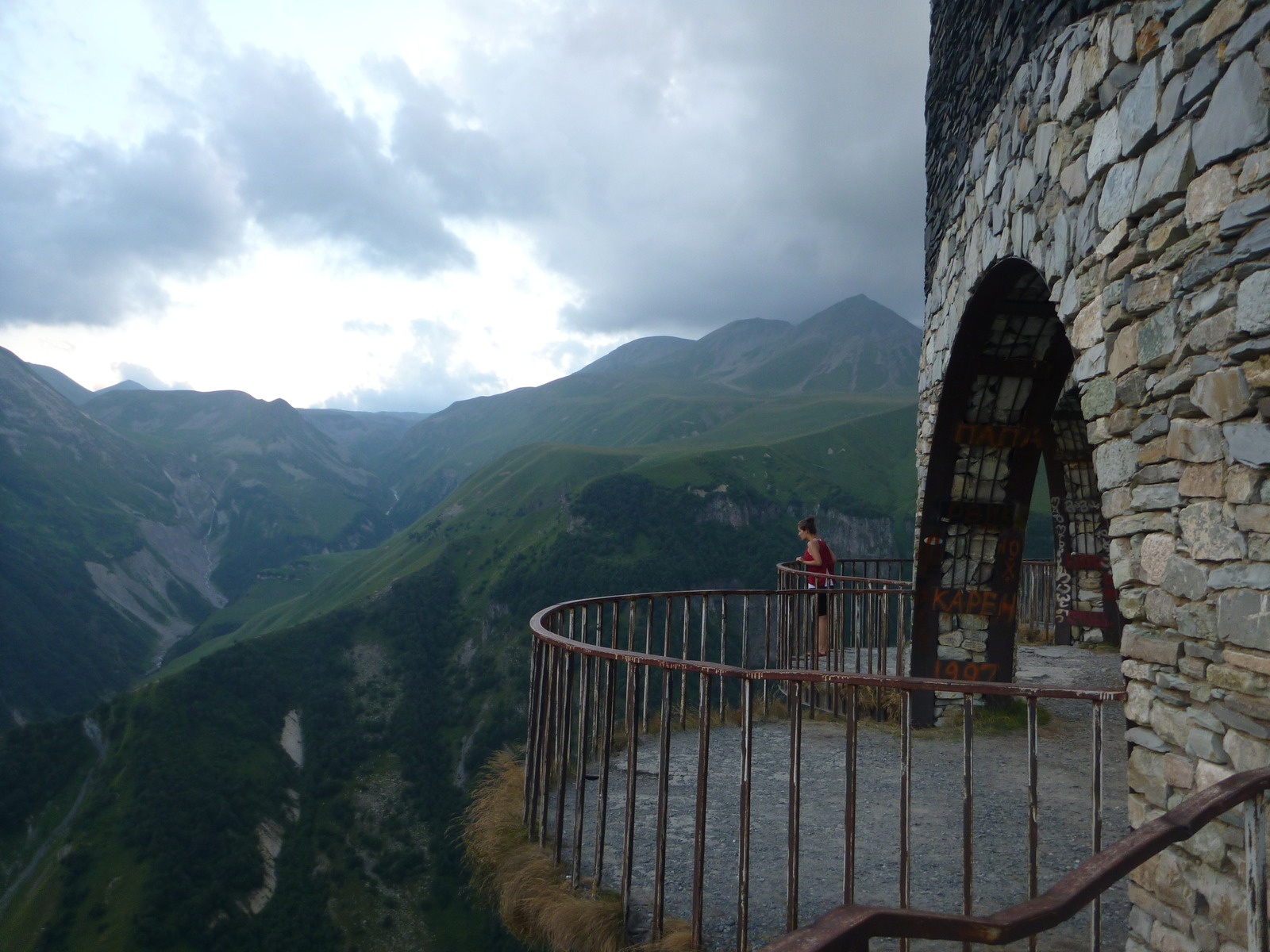
Vista panoramica dal monumento
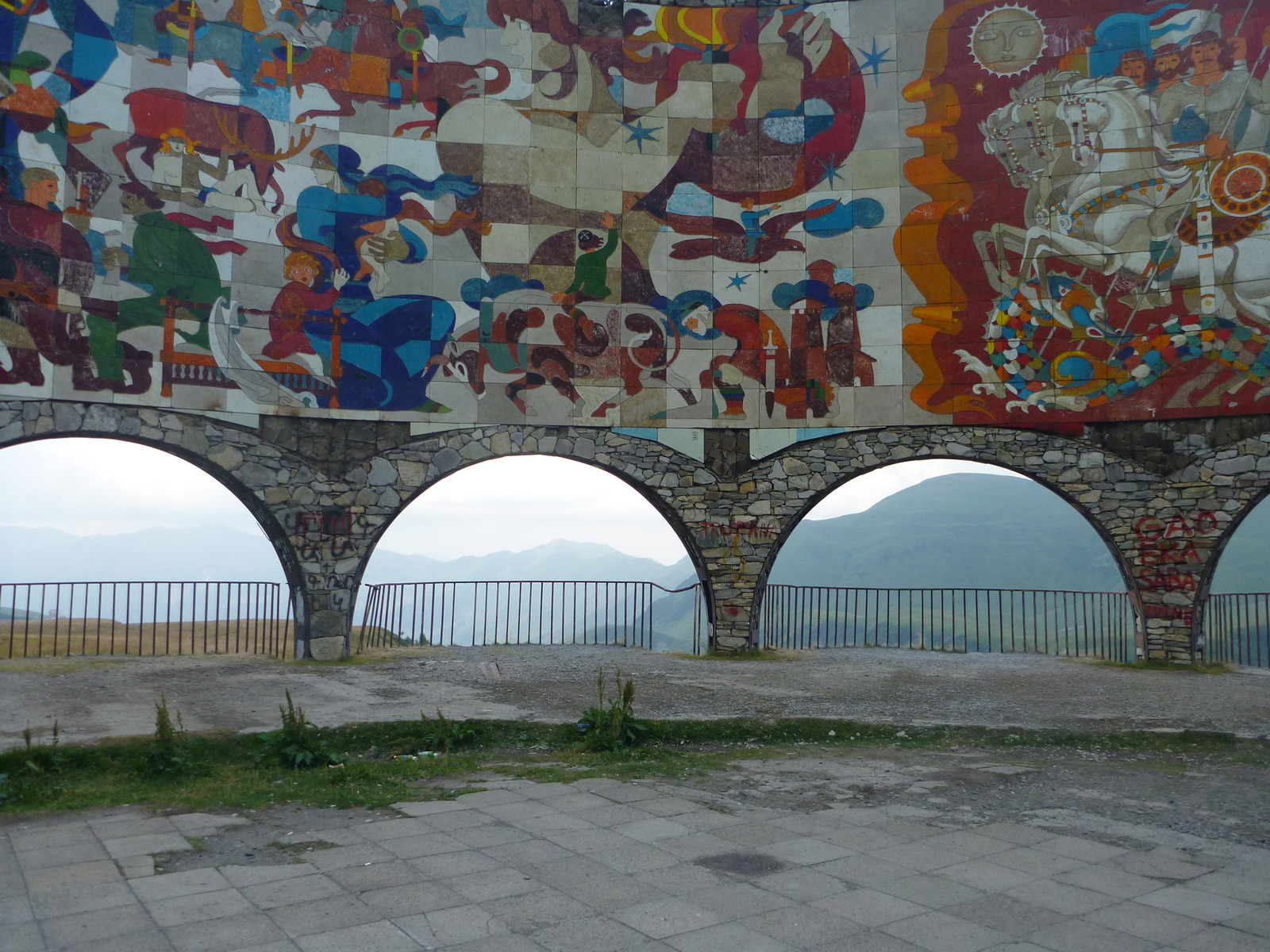
Vista interna
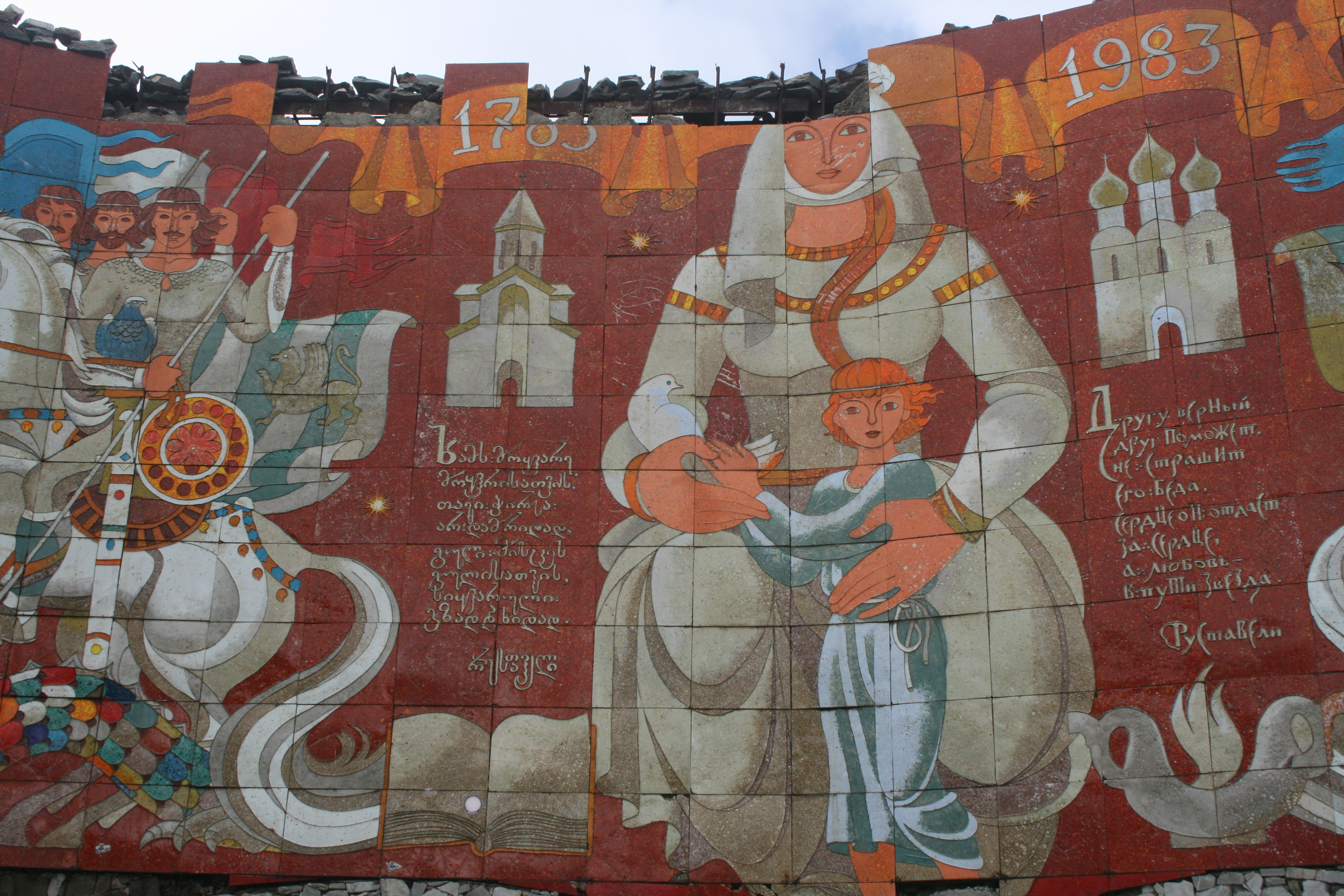
Murale (particolare)
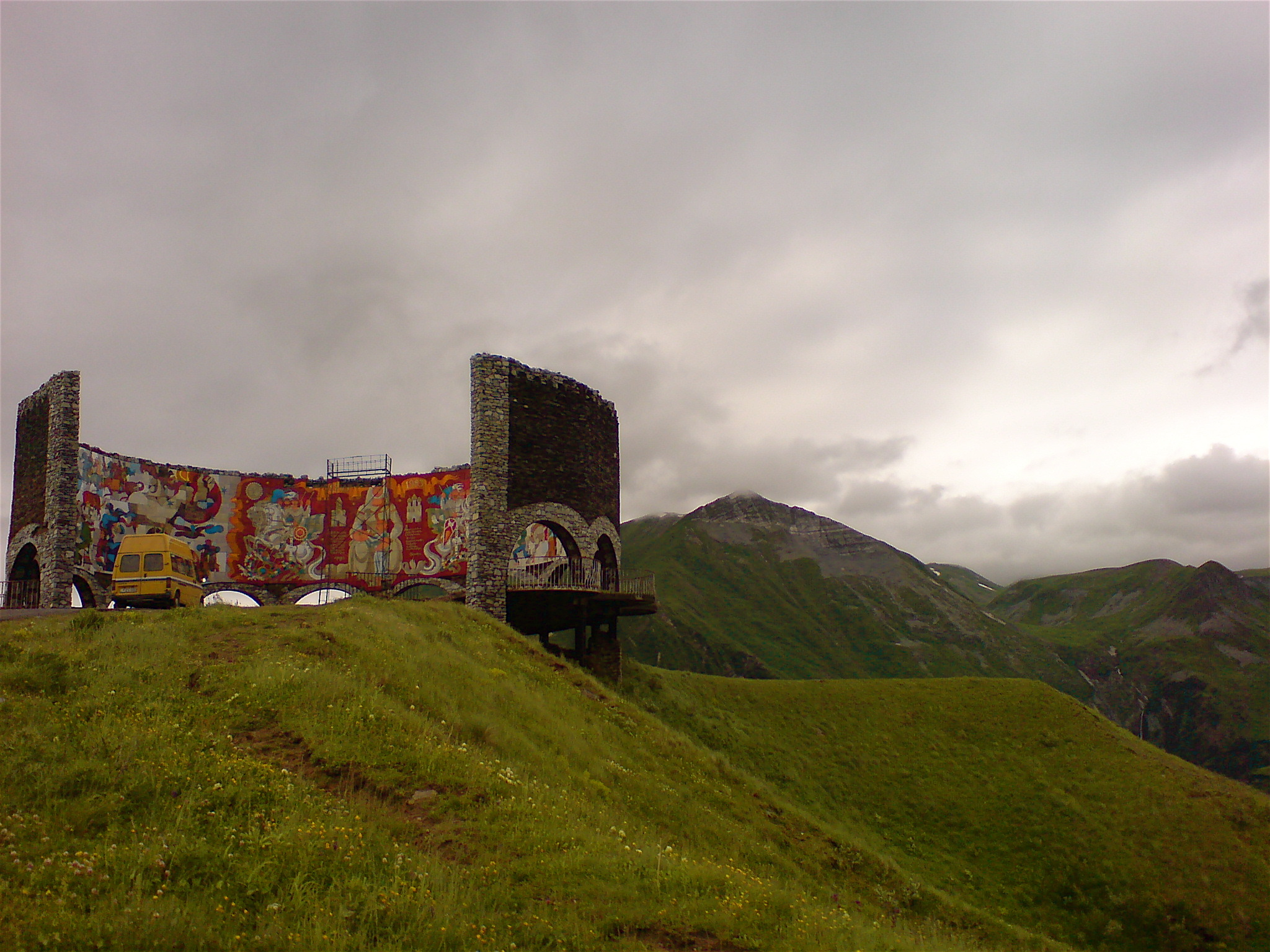
Vista del monumento